# Tristemma
Genre
Tristemma est un genre de plantes à fleurs de la famille des Melastomataceae. Les espèces sont originaires d'Afrique tropicale.

## Liste d'espèces
Selon Catalogue of Life (24 juillet 2017) :
- Tristemma akeassii H. Jacques-Felix
- Tristemma albiflorum (G. Don) Benth.
- Tristemma camerunense H. Jacques-Felix
- Tristemma coronatum Benth.
- Tristemma demeusei De Wild.
- Tristemma hirtum Beauv.
- Tristemma involucratum Benth.
- Tristemma leiocalyx Cogn.
- Tristemma littorale Benth.
- Tristemma mauritianum J.F.Gmel.
- Tristemma oreophilum Gilg
- Tristemma oreothamnos Mildbr. ex Mildbr.
- Tristemma rubens A. & R. Fernandes
- Tristemma schliebenii Markgraf
- Tristemma vestitum H. Jacques-Félix
- Tristemma virusanum A. L. Juss.

Selon NCBI (24 juillet 2017) :
- Tristemma coronatum
- Tristemma hirtum
- Tristemma littorale
- Tristemma mauritianum

Selon The Plant List (24 juillet 2017) :
- Tristemma albiflorum Benth.
- Tristemma coronatum Benth.
- Tristemma demeusei De Wild.
- Tristemma hirtum P. Beauv.
- Tristemma involucratum Benth.
- Tristemma leiocalyx Cogn.
- Tristemma littorale Benth.
- Tristemma mauritianum J.F. Gmel.
- Tristemma oreophilum Gilg
- Tristemma schliebenii Markgr.
- Tristemma theifolium (G. Don) Triana

Selon Tropicos (24 juillet 2017) (Attention liste brute contenant possiblement des synonymes) :
- Tristemma acuminatum A. Fern. & R. Fern.
- Tristemma albiflorum Benth.
- Tristemma angolense Gilg
- Tristemma camerunense Jacq.-Fél.
- Tristemma controversa A. Chev. & Jacq.-Fél.
- Tristemma coronatum Benth.
- Tristemma demeusei De Wild.
- Tristemma dusenii Gilg
- Tristemma erectum Guill. & Perr.
- Tristemma fruticulosum Gilg
- Tristemma grandifolium Gilg
- Tristemma hirtum P. Beauv.
- Tristemma incompletum R. Br.
- Tristemma involucratum Benth.
- Tristemma kassneranum Kraenzl.
- Tristemma leiocalyx Cogn.
- Tristemma littorale Benth.
- Tristemma mauritianum J.F. Gmel.
- Tristemma mildbraedi Auct., Non Gilg ex En
- Tristemma mildbraedii Gilg ex Engl.
- Tristemma oreophilum Gilg
- Tristemma papillosum Gilg
- Tristemma quadriannulatum De Wild.
- Tristemma radicans Gilg ex Engl.
- Tristemma roseum Gilg
- Tristemma rubens A. Fern. & R. Fern.
- Tristemma schellenbergianum Gilg
- Tristemma schlechteri Gilg
- Tristemma schliebenii Markgr.
- Tristemma schumacheri Guill. & Perr.
- Tristemma segregatum Triana
- Tristemma theifolium (G. Don) Triana
- Tristemma vestitum Jacq.-Fél.
- Tristemma vincoides Gilg
- Tristemma virusanum Juss.